# هاینتس هورنیگ
هاینتس هورنیگ (به آلمانی: Heinz Hornig) بازیکن فوتبال و مهاجم اهل آلمان است که از سال ۱۹۶۵ میلادی عضو تیم ملی فوتبال آلمان بوده‌است. وی در ۷ بازی ملی حضور داشته است و آخرین بازی ملی خود را در سال ۱۹۶۶ میلادی انجام داد. هاینتس هورنیگ در بازی‌های ملی‌اش گلی به ثمر نرساند.